# Ptiloglossa guinnae
Ptiloglossa guinnae är en biart som beskrevs av Roberts 1971. Ptiloglossa guinnae ingår i släktet Ptiloglossa och familjen korttungebin. Inga underarter finns listade i Catalogue of Life.